# Лептін
Лептін (нім. Löptin) — громада в Німеччині, розташована в землі Шлезвіг-Гольштейн. Входить до складу району Плен. Складова частина об'єднання громад Прец-Ланд.
Площа — 9,08 км2. Населення становить 287 ос. (станом на 31 грудня 2020).